# Valentina Buliga

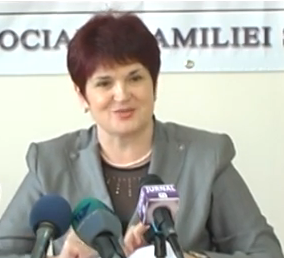

Valentina Buliga (n. 2 septembrie 1961, Horești, Fălești) este o politiciană din Republica Moldova, care din 2009 până în 2015 a îndeplinit funcția de ministru al muncii, protecției sociale și familiei. Anterior a fost deputat în Parlamentul Republicii Moldova, aleasă în Legislatura 2005-2009 pe listele partidului Blocul electoral Moldova Democrată. 

## Biografie
Valentina Buliga s-a născut la data de 2 septembrie 1961 în satul Horești, raionul Fălești. În anul 1983 a absolvit Universitatea de Stat din Moldova pe specialitatea farmacie (diplomă cu mențiune), iar în 2004 - Academia de Administrare Publică pe lîngă Președintele Republicii Moldova, magistru în administrație publică. 
Din 1983 pînă la 1998 a fost farmacist diriginte la Spitalul raional Fălești, Farmacia Centrală Raională Fălești. Din 1998 pînă la 2001 a fost șef de secție la Ministerul Sănătății.
Din 2001 pînă la 2004 a fost șef de laborator la Institutului Național de Farmacie, iar din 2004 pînă la 2005 - șef Departament asigurări medicale în compania Internațională de Asigurări “QBE ASITO”
În anul 2005 a devenit deputat în parlamentul Republicii Moldova de Legislatura a XVI-a în fracțiunea parlamentara PDM și președinte al Comisiei parlamentare pentru protecție socială, sănătate și familie.
Prin Decretul Președintelui Republicii Moldova nr. 4-V din 25 septembrie 2009 a fost numit în funcția de ministru al muncii, protecției sociale și familiei al Republicii Moldova.
La alegerile locale din 2011 a candidat la fotoliu de primar general al Chișinăului, obținînd în primul tur de scrutin 2,56% sau 8848 de voturi valabil exprimate și nu a participat în turul II.
Valentina Buliga  este căsătorită cu Alexei Buliga și împreună au doi copii (un fiu și o fiică).